# Phillokaal
Het Phillokaal, ook wel Philzaal genoemd, is een monumentaal gebouw in de binnenstad van Sittard, op nog geen 50 meter van de Sittardse Markt. Het werd oorspronkelijk waarschijnlijk gebruikt als paardenstalling en koetshuis, met op de eerste verdieping een feestzaal. Sinds 1934 wordt het gebruikt als verenigingsgebouw van de Philharmonie Sittard, ook wel 'de Phil' genoemd.

## Geschiedenis
Het pand van de Philharmonie, gelegen aan de Gats in Sittard, maakte vroeger deel uit van het gebouwencomplex van Hotel De Limbourg (toen nog Du Limbourg genoemd), dat is gelegen aan de Sittardse Markt. Het pand dateert waarschijnlijk het tweede kwart van de negentiende eeuw, maar er zijn ook bronnen die het gebouw dateren rond het jaar 1700. In 1865 is bij de opening van de spoorlijn naar Maastricht en Venlo een banket gehouden in de feestzaal van het hotel, het huidige Phillokaal. Waarschijnlijk was de begane grond van het gebouw in die tijd in gebruik als paardenstalling en koetshuis. Op de eerste verdieping was een grote ruimte aanwezig die vermoedelijk vanaf de beginjaren reeds dienst heeft gedaan als dans-, muziek- en feestzaal bij het hotel. De ca. vier meter hoge zaal werd omstreeks het einde van de negentiende eeuw gerenoveerd, waarbij het huidige interieur is aangebracht. Kenmerkend zijn onder andere de eikenhouten Engelse trap die naar alle verdiepingen gaat en de decoratieve houten panelen en metalen en houten leeuwenkoppen in de lambriseringen van de zaal. Boven de entreedeur van de zaal bevindt zich een balkon. De wand tussen het balkon en de tussenverdieping kon worden weggehaald, zodat het dansorkest deels op de tussenverdieping plaats kon nemen. Tegenwoordig kan deze wand niet meer verwijderd worden en is het balkon via een deur bereikbaar vanaf de tussenverdieping. Tijdens verbouwingen aan het toenmalige Sittardse stadhuis op de Markt werden de vergaderingen van de gemeenteraad in deze zaal gehouden. Op de tweede verdieping annex zolder zijn op dit moment les- en opslagruimtes. Vanaf 1903 werd de benedenverdieping verhuurd aan Van Gend & Loos. Het gebouw maakte tot 1921 deel uit van Hotel De Limbourg. In 1931 werd het gebouw verkocht aan de gebroeders Canton, die er een timmerfabriek in vestigden.   Hierna deed het gebouw nog dienst als verenigingsgebouw van Scouting Deken Tijssengroep (o.a. o.l.v. prof. Timmers), oefenlokaal van een judoclub en danszaal van dansschool Erkens. Sinds 1934 is het gebouw in gebruik als repetitieruimte van de Sittardse Philharmonie en raakte de naam Phillokaal of Philzaal in zwang. In 1984 kocht de Philharmonie het pand, waarna verschillende verbouwingen en renovaties plaatsvonden. Zo werd er tussen 1984 en 1987 o.a. aan de eerste verdieping en tussenverdieping gewerkt. Oorspronkelijk was er parallel aan de zaal een lange ruimte met een lager plafond. De wand tussen beide is verwijderd, waardoor één grote ruimte met een hoog en laag gedeelte is ontstaan. In het lagere gedeelte ligt nu de bar, voorheen lag deze in de hoek van de zaal. In 2003 en 2004 werd de vloer van de eerste verdieping geheel vernieuwd. Er werden o.a. metalen vloerbalken gelegd en een eikenhouten vloer. In 2007 werd een hydraulische schaarlift geïnstalleerd, die als goederenlift van de begane grond naar de eerste verdieping wordt gebruikt. In 2011 en 2012 werden de toiletruimtes op de begane grond gesloopt en in een nieuwe indeling opnieuw gebouwd, zodat er meer toiletten zijn. In 2020 en 2021 is de zolderverdieping helemaal gestript en vernieuwd, ook is er gewerkt aan de daaronder gelegen tussenverdieping. Op de zolder is een nieuwe vloer gelegd boven de oorspronkelijke vloer, omdat deze in het midden 22 centimeter was doorgezakt. Eerst waren er drie ruimtes, waarvan één als lesruimte en twee als opslagruimte in gebruik waren. Na de verbouwing zijn er één opslag- en drie lesruimtes. Ook is er boven een gedeelte van de zolderverdieping een vliering gemaakt voor opslag. De werkzaamheden van vrijwilligers hebben op de tussen- en zolderverdieping totaal 2700 uur gekost.

## Gemeentelijk monument
Het Phillokaal is in 2005, na een grote renovatie, benoemd tot gemeentelijk monument van de gemeente Sittard-Geleen (monumentnummer GM015).